# Ratajno
Ratajno (niem. Panthenau) – wieś w Polsce położona w województwie dolnośląskim, w powiecie dzierżoniowskim, w gminie Łagiewniki.

## Podział administracyjny
W latach 1975–1998 miejscowość administracyjnie należała do województwa wrocławskiego.

## Położenie
Wieś leży na Nizinie Śląskiej. Sąsiaduje w sołectwami: Oleszna, Przystronie, Łagiewniki, Sieniawka i Ligota Wielka. Znajduje się w pobliżu Masywu Ślęży.

## Zabytki
Do wojewódzkiego rejestru zabytków wpisany jest obiekt:
- Kościół parafialny pw. św. Antoniego, poprotestancki, jednonawowy, wzniesiony w l. 1849-53 - w połowie XIX w.[4]